# خوبريكي
بلدية خوبريكي (بالإسبانية: Jubrique) هي بلدية تقع في مقاطعة مالقة التابعة لمنطقة أندلوسيا جنوب إسبانيا.

## الديموغرافيا
بلغ عدد سكان بلدية خوبريكي 781 نسمة عام 2011 (وفقاً للمعهد الوطني الإسباني للإحصاء).
| 866 | 848 | 781 | 754 | 796 | 756 | 781 |